# Altmannshof (Poppenricht)

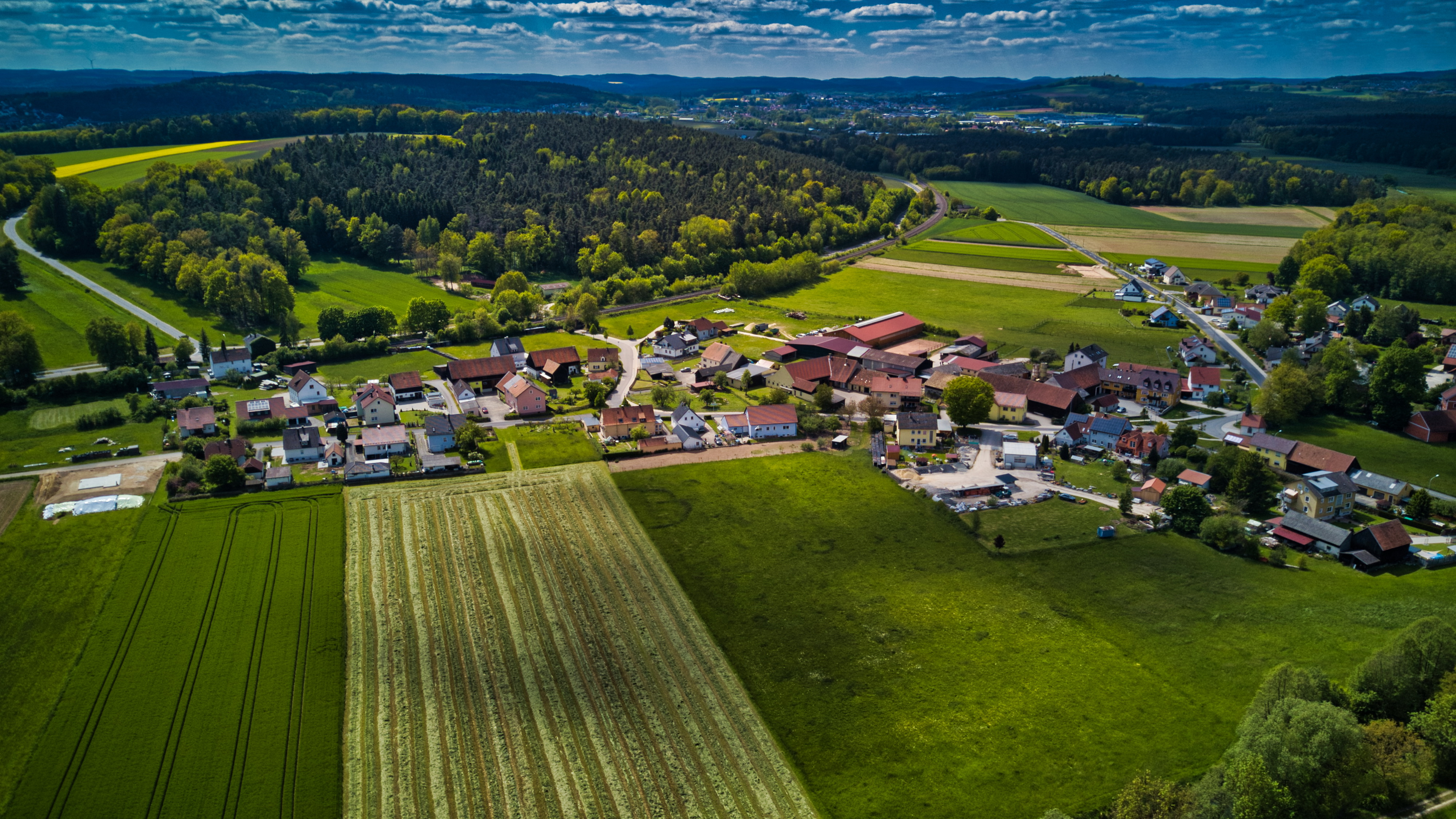
Luftaufnahme von Altmannshof

Altmannshof ist ein in der Oberpfalz gelegenes Dorf, das ein Gemeindeteil von Poppenricht ist.

## Lage
Der Ort befindet sich in der Region Oberpfälzer Jura und liegt in der nach Traßlberg benannten Gemarkung. Altmannshof selbst ist einer von acht Ortsteilen der Gemeinde Poppenricht. Das Verwaltungszentrum der Gemeinde liegt zwei Kilometer entfernt, Amberg fünfeinhalb Kilometer und Sulzbach-Rosenberg sechs Kilometer.

## Kultur und Sehenswürdigkeiten

### Bauwerke
Im nördlichen Ortsbereich von Altmannshof gibt es zwei denkmalgeschützte Marienkapellen.

## Verkehr
Die Staatsstraße 2120 verläuft etwa 900 Meter nordöstlich des Dorfes und am südwestlichen Ortsrand führt die Bahnstrecke Nürnberg–Schwandorf vorbei. Von der am 12. Dezember 1859 erfolgten Eröffnung der Strecke an gab es bis zum Jahr 1959 einen Haltepunkt in Altmannshof.

## Persönlichkeiten
- Georg Pilhofer (* 18. Dezember 1881 in Altmannshof; † 14. Dezember 1973 in Neuendettelsau), Missionar, Pädagoge, Sprachwissenschaftler, Bibelübersetzer und Geschichtenschreiber